# La Casanova (Monistrol de Calders)
La Casa Nova, antigament la Casa Nova de l'Om, és una masia del terme de Monistrol de Calders, al Moianès.
Està situada a 538,4 metres d'altitud, a migdia del poble de Monistrol de Calders, al límit sud de la Urbanització Masia del Solà. És a ponent de la masia de l'Om, a la dreta de la riera de l'Om, en el vessant sud-oest del Serrat de les Serveres.
A ponent de la masia, les antigues quintanes estan distribuïdes a l'interior del Sot de la Casa Nova.

## Etimologia
El nom antic de la masia explica el seu origen: es tractava de la Casa Nova construïda per un fadristern de l'Om.